# Pentanole
Pentanole, alkohole amylowe, alkohole pentylowe – grupa organicznych związków chemicznych o wzorze C
5H
11OH będących alkanolami zawierającymi 5 atomów węgla. Trzy pentanole są chiralne, występują w postaci dwóch enancjomerów.
Alkohole amylowe – głównie n-amylowy, izoamylowy i 2-metylo-1-butanol – powstają jako uboczne produkty fermentacji alkoholowej i znajdują się w niedogonie podestylacyjnym. Pentanole stosowane są do otrzymywania estrów, które charakteryzują się przyjemnym zapachem owocowym.
| Nazwa                   | Inne nazwy                                            | Nazwa systematyczna     | Wzór strukturalny | Temp. topnienia | Temp. wrzenia | Źródła |
| ----------------------- | ----------------------------------------------------- | ----------------------- | ----------------- | --------------- | ------------- | ------ |
| 1-pentanol              | n-pentanol, alkohol amylowy                           | pentan-1-ol             |                   | −78             | 138           | [ 2 ]  |
| 2-pentanol              | sec-pentanol                                          | (R)-pentan-2-ol         |                   | −50             | 119           | [ 3 ]  |
| 2-pentanol              | sec-pentanol                                          | (S)-pentan-2-ol         |                   | −50             | 119           | [ 3 ]  |
| 3-pentanol              |                                                       | pentan-3-ol             |                   | −8              | 116           | [ 4 ]  |
| 2,2-dimetylo-1-propanol | neopentanol, alkohol neopentylowy                     | 2,2-dimetylopropan-1-ol |                   | 53              | 113           | [ 5 ]  |
| 2-metylo-1-butanol      |                                                       | (R)-2-metylobutan-1-ol  |                   | −70             | 129           | [ 6 ]  |
| 2-metylo-1-butanol      | (S)-2-metylobutan-1-ol                                |                         |                   | −70             | 129           | [ 6 ]  |
| 2-metylo-2-butanol      | tert-pentanol                                         | 2-metylobutan-2-ol      |                   | −8              | 102           | [ 7 ]  |
| 3-metylo-1-butanol      | izopentanol, alkohol izoamylowy, alkohol izopentylowy | 3-metylo-butan-1-ol     |                   | −117            | 131           | [ 8 ]  |
| 3-metylo-2-butanol      |                                                       | (R)-3-metylobutan-2-ol  |                   | 112             |               | [ 9 ]  |
| 3-metylo-2-butanol      | (S)-3-metylobutan-2-ol                                |                         |                   | 112             |               | [ 9 ]  |